# Rinspeed UC
Rinspeed UC é um microcarro elétrico conceito feito pela Rinspeed
Teve seu design inspirado no Fiat Topolino